# Aldegrever-Brunnen

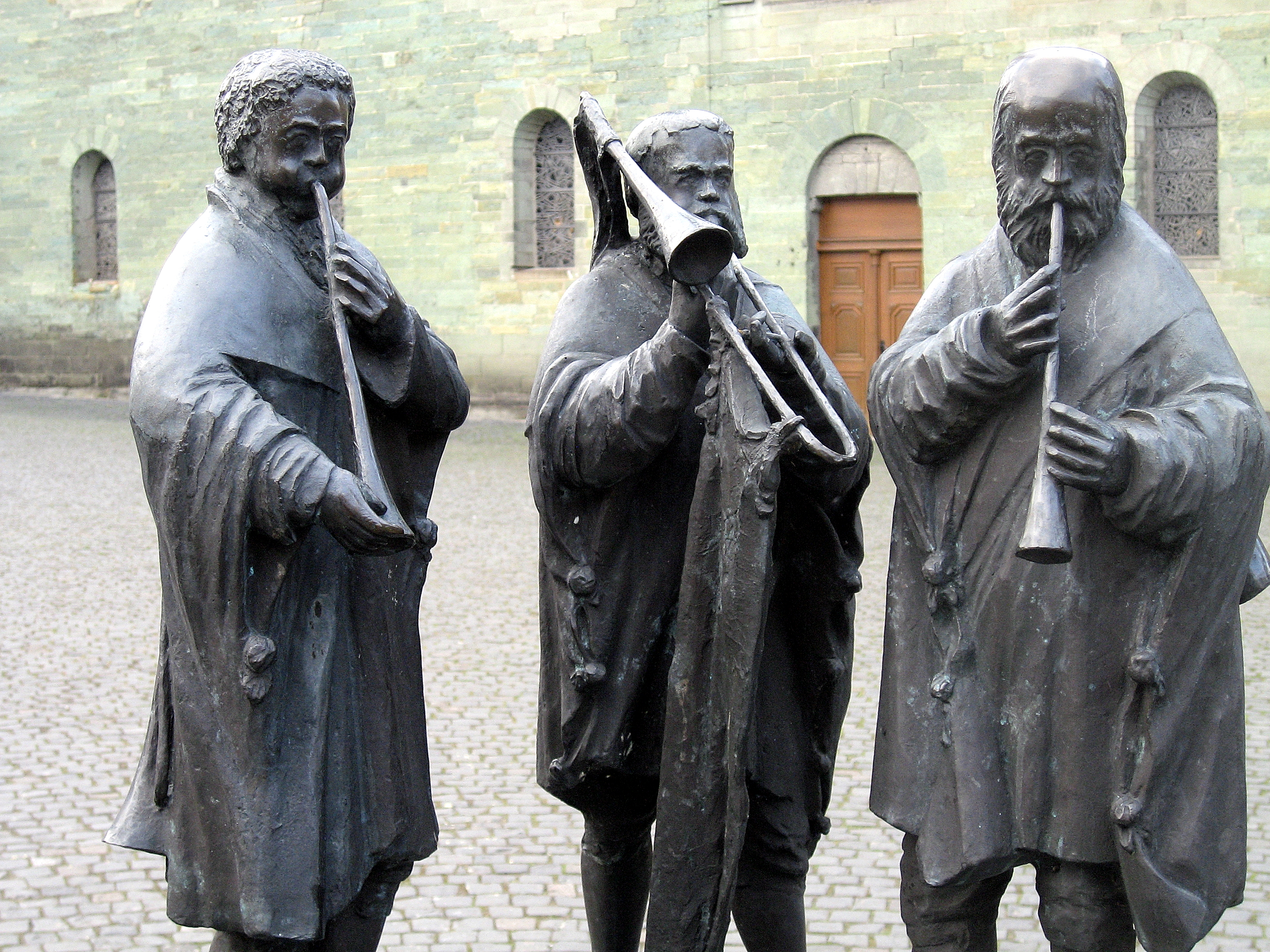
Die Musiker auf dem Brunnen

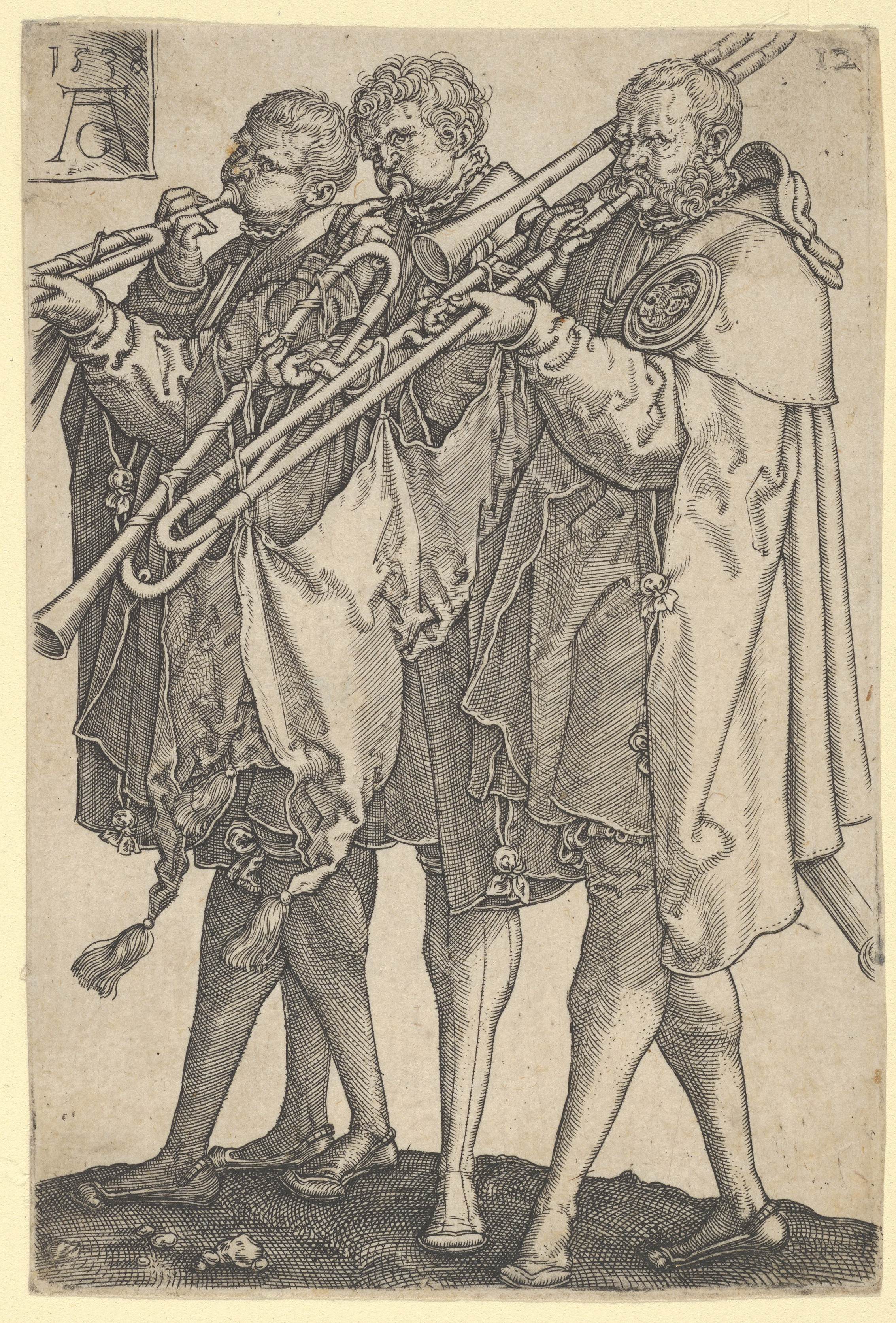
Heinrich Aldegrever: Drei Posaunenbläser. Aus: Die großen Hochzeitstänzer, Stich 1538

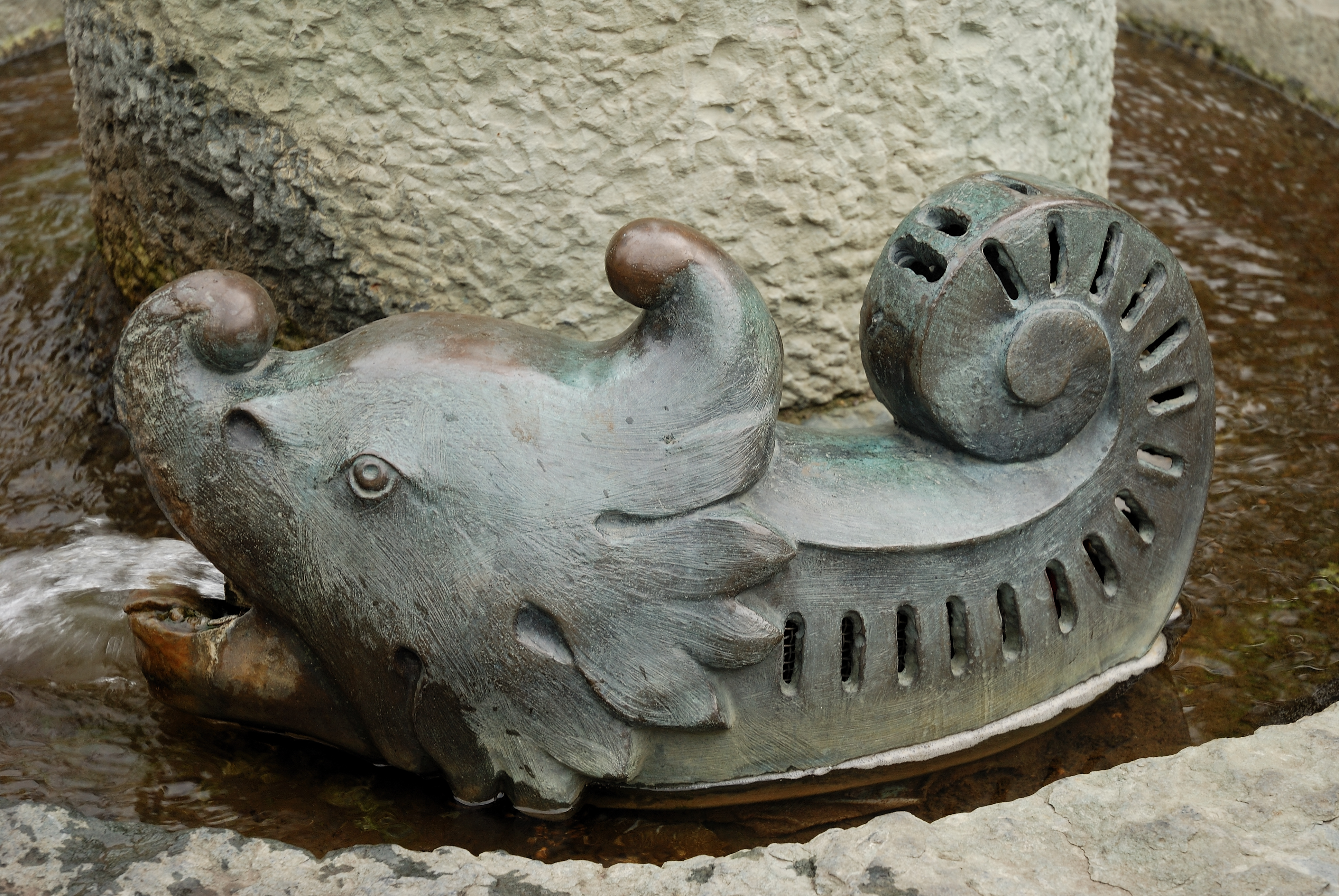
Wasserspeier

Der Aldegrever-Brunnen von Kord Winter auf dem südlichen Vorplatz von St. Petri in Soest wurde am 10. August 1989 eingeweiht. Er zeigt nach einem Motiv des Kupferstechers und Renaissancemalers Heinrich Aldegrever aus der Reihe von Stichen Die großen Hochzeitstänzer drei Musiker: zwei Flötisten und einen Posaunisten. Zugleich bezeichnet der Brunnen in etwa den Ort, an dem sich das Grab des Renaissance-Meisters befand, das nach den Angaben des Biografen Karel van Mander (1548–1606) auf dem südlichen Petri-Kirchhof lag. In Soest erinnern neben dem Brunnen Straßennamen und der Marienaltar von 1525 in St. Maria zur Wiese an das Werk Aldegrevers.